# 劳斯莱斯银灵
劳斯莱斯银灵 Silver Spirit 是英国劳斯莱斯出产的汽车，推出于1980年。
劳斯莱斯同时还推出了银灵的加长轴距版本，叫做劳斯莱斯银刺（Silver Spur）。
劳斯莱斯银灵首次应用的科技包括：车头可以伸缩的劳斯莱斯天使雕像。这个小天使有油壓桿，可以在不需要的时候收起，沉入下面发动机舱前部帕德嫩神廟造型的水箱護罩內。

## I型
採用6又四分之三公升V8引擎，底盤配備能自動保持車身水平的懸吊系統與氣壓式避震器。
- 劳斯莱斯银刺 (北美)
- 1982劳斯莱斯银灵(北美)
- 1982 劳斯莱斯银刺(欧洲)
- 1985劳斯莱斯银灵

## II型
採用電子控制避震器，能隨時調整避震的軟硬度，1991年車款使用美國通用汽車的四速自排變速箱(GM 4L80E)。

## III型
新設計的引擎進氣岐管與汽缸頭增強性能，配備雙安全氣囊，自動調整避震裝置的耐用性也經過改善。1994–1995的Flying Spur版本採用渦輪增壓引擎，並配備循跡控制系統以電子系統控制輪胎的抓地力。

## IV型
車頭水箱護罩高度降低5.1公分，歡慶女神雕像尺寸減少20%，車頭車尾保險桿和後視鏡採用更合乎空氣力學的新設計。引擎有全新的引擎電腦管理程式，同時都配備渦輪增壓器。

## 产量
- 1980-1989劳斯莱斯银灵: 8129
- 1980-1989劳斯莱斯银刺: 6238
  - 1985劳斯莱斯银刺世纪: 26
- 劳斯莱斯银刺Limousines
  - 1984 Extended 14 in (356 mm): 1
  - 1982-1988 Extended 36 in (914 mm): 16
  - 1984-1988 Extended 42 in (1067 mm): 84
- 1989-1993 劳斯莱斯银灵II: 1152
- 1989-1993 劳斯莱斯银刺II: 1658
- 1993-1994 劳斯莱斯银灵III: 211
- 1993-1994 劳斯莱斯银刺III: 430
- 1994-1995 Flying Spur: 134
- 1995 劳斯莱斯银灵: 122
- 1994-1998 劳斯莱斯银晨: 237
- 1995-1999 劳斯莱斯银刺: 507
- 1995-1999 Park Ward: 70

## 连接
- 劳斯莱斯银刺Touring （页面存档备份，存于）